# Vista Florida (Rinconada-Llícuar)
Vista Florida es una localidad peruana ubicada en el distrito de Rinconada-Llícuar, perteneciente a la provincia de Sechura del departamento de Piura, al norte del Perú. 

## Demografía
En 2017 Vista Florida tenía una población de 2 habitantes.
| Gráfica de evolución demográfica de Vista Florida entre 1993 y 2017 |
|                                                                     |
| Fuentes: Población 1993 y 2017                                      |